# Ian Matteoli
Ian Matteoli (Torino, 30 dicembre 2005) è uno snowboarder italiano specializzato in slopestyle, big air e halfpipe. È il primo atleta italiano a essere salito sul podio in una gara di big air di Coppa del Mondo.
Inoltre è il primo atleta al mondo ad aver eseguito un front side 2160 (anche in gara) e Cab 2160 (6 rotazioni).

## Biografia
Specialista in slopestyle, big air e halfpipe e attivo a livello internazionale dal febbraio 2019, Matteoli ha esordito in Coppa del Mondo il 23 gennaio 2021 giungendo 29º in halfpipe a Laax e ha ottenuto il suo primo podio il 17 dicembre 2022 a Copper Mountain, classificandosi 3º nella gara di big air vinta dal norvegese Marcus Kleveland e diventando il primo snowboarder italiano a salire sul podio in questa disciplina.

## Palmarès

### Mondiali juniores
- 1 medaglia:
  - 1 bronzo (big air a Cardrona 2023)

### Coppa del Mondo
- Miglior piazzamento Coppa del Mondo generale di freestyle: 21º nel 2024
- Miglior piazzamento Coppa del Mondo generale di Big air: 2º nel 2025
- 3 podi:
  - 2 secondi posti
  - 1 terzo posto